# Amal (Vorname)
Amal ist ein je nach Herkunft männlicher oder weiblicher Vorname.

## Herkunft und Bedeutung
Der hebräische Name עָמָל ʿāmāl stammt aus der Bibel und wird dort als männlicher Name verwendet. Er bedeutet: „Gewinn“.
Der tamilische Name அமல் amaḷ bedeutet „Fülle“ und wird ebenfalls ausschließlich männlich verwendet.
Beim arabischen Namen أمل ʾamal handelt es sich um einen geschlechtsneutralen Vornamen mit der Bedeutung „Hoffnung“, „Bestreben“ oder „Sehnen“.

## Verbreitung
Heute ist Amal überwiegend als Frauenname in Gebrauch.
In Bosnien und Herzegowina belegte der Name im Jahr 2021 Rang 94 der Hitliste. In England und Wales wird der Name schon seit einigen Jahren vergeben, gewann jedoch erst in den späten 2010er Jahren an Beliebtheit. Im Jahr 2021 erreichte er mit Jahr 253 die bislang höchste Platzierung in den Vornamenscharts. In Frankreich wurde der Name von der Mitte der 1970er Jahre bis in die 90er Jahre hinein vergeben, war jedoch nie besonders populär. In Spanien ist Amal seit den 1980er Jahren geläufig. In Deutschland stand Amal im Jahr 2022 auf Rang 481 der Vornamenscharts.
Lediglich in Sri Lanka und Indien ist Amal als männlicher Vorname geläufig, zählt jedoch nicht zu den beliebtesten Vornamen.

## Varianten
Der tamilische Name அமல் amaḷ hat die weibliche Variante அமலா amaḷa.
Zum arabischen Namen أمل, DMG ʾamal existiert die bosnische Variante Amel mit ihrer weiblichen Entsprechung Amela, sowie dessen Pluralform آمال, DMG ʾāmāl ‚Hoffnungen‘.

## Bekannte Namensträger

### Männliche Namensträger
- Amal, Asserit (1 Chr 7,35 LUT)
- Amal Dunqul (1940–1983), ägyptischer Dichter

### Weibliche Namensträger

#### Amal
- Amal Aden (* 1983),  norwegisch-somalische Autorin und Aktivistin
- Amal al-Atrasch, bekannt als Asmahan (1917–1944), syrische Sängerin, Schauspielerin und Informantin
- Amal Clooney (* 1978), britisch-libanesische Juristin
- Amal al-Jubouri (* 1967), irakische Autorin, Herausgeberin, Journalistin und Übersetzerin
- Amal al-Malki (* 20. Jahrhundert), katarische Philologin und Hochschullehrerin
- Amal Mudallali (* 1968), libanesische Diplomatin und Journalistin
- Amal Murkus (* 1968), palästinensische Sängerin
- Amal Tamimi (* 1960), palästinensisch-isländische Feministin und Politikerin